# Jamal Adams
Jamal Lee Adams (Lewisville, Texas, 17 oktober 1995) is een Amerikaans Americanfootballspeler. Adams nam drie keer deel aan de Pro Bowl.